# Brimscombe and Thrupp
Brimscombe and Thrupp est une paroisse civile du Gloucestershire, en Angleterre.